# Parigi-Bruxelles 1938
La Parigi-Bruxelles 1938, trentesima edizione della corsa, si svolse il 24 aprile 1938 su un percorso di 397 km, con partenza da Parigi e arrivo a Bruxelles. Fu vinta dal belga Marcel Kint davanti ai suoi connazionali Romain Maes e Léon Louyet.

## Ordine d'arrivo (Top 10)
| Pos. | Corridore             | Squadra | Tempo     |
| ---- | --------------------- | ------- | --------- |
| 1    | Marcel Kint           |         | 11h30'25" |
| 2    | Romain Maes           |         | s.t.      |
| 3    | Léon Louyet           |         | s.t.      |
| 4    | Marcel Van Houtteghem |         | s.t.      |
| 5    | Camille Muls          |         | s.t.      |
| 6    | Albert Hendrickx      |         | s.t.      |
| 7    | Noel Declercq         |         | a 1'30"   |
| 8    | Eloi Meulenberg       |         | a 2'35"   |
| 9    | Émile Masson          |         | s.t.      |
| 10   | Albert Dubuisson      |         | a 3'25"   |